# Phyllophilopsis evanida
Phyllophilopsis evanida är en tvåvingeart som beskrevs av Henry J. Reinhard 1958. Phyllophilopsis evanida ingår i släktet Phyllophilopsis och familjen parasitflugor. Inga underarter finns listade i Catalogue of Life.